# Georgios Roubanis
Georgios Roubanis (græsk: Γεωργιος Ρουμπανης; født 15. august 1929, død 11. februar 2025) var en græsk atlet, der i midten af 1900-tallet deltog i tre olympiske lege.
Hans første OL var 1952 i Helsinki, hvor han var tilmeldt i tre discipliner, men kun stillede op i stangspring, hvor han rev ned i alle sine forsøg.
Ved Middelhavslegene 1955 blev Roubanis nummer to i stangspring, og han blev valgt som fanebærer for det græske hold ved åbningsceremonien til OL 1956 i Melbourne. Ved disse lege stillede han igen op i stangspring, og her gik det bedre end fire år forinden. Han var en af de tolv deltagere, der klarede 4,15 m, som gav adgang til finalen. Her nåede han over 4,50 m, men rev ned på alle tre forsøg på 4,53 m. Amerikaneren Bob Richards var forsvarende olympisk mester og vandt med 4,56 m, som var ny olympisk rekord, mens hans landsmand Bob Gutowski vandt sølv med 4,53, og da Roubanis var den eneste udover de to amerikanere, der nåede 4,50 m, fik han bronze. Han var den første stangspringer, der benyttede glasfiberstang i en stor international konkurrence og klarede sig måske af den grund overraskende godt.
Ved OL 1960 i Rom skulle han forsøge at leve op til sin medalje fra Melbourne, men i stangspringskvalifikationen nåede han kun over 4,20 m, og det var 10 cm for lidt til at komme i finalen.
Roubanis var uddannet ved University of California, Los Angeles, og efter at han havde afsluttet sin sportskarriere i 1961 arbejdede han i en periode som ledelseskonsulent i USA. Senere vendte han tilbage til sit fødeland, hvor han involverede sig i sport på administrativt plan. Således var han med til at stifte Foreningen af Græske Olympianere i 1985 sammen med bokseren Dimitrios Thanopoulus.
Georgios Roubanis' bror, Aristidis Roubanis, var også sportsmand og deltog i både kuglestød og basketball ved OL 1952.